# Le Manoir (Eure)
Le Manoir (auch: Le Manoir-sur-Seine) ist eine französische Gemeinde mit 1.279 Einwohnern (Stand: 1. Januar 2022) im Département Eure in der Region Normandie; sie gehört zum Arrondissement Les Andelys und zum Kanton Pont-de-l’Arche. Die Einwohner werden Manants genannt.

## Geographie
Le Manoir liegt etwa 16 Kilometer südsüdöstlich von Rouen an der Seine. Umgeben wird Le Manoir von den Nachbargemeinden Quévreville-la-Poterie im Norden, Pîtres im Osten und Nordosten, Val-de-Reuil im Süden, Les Damps im Südwesten sowie Alizay im Westen.

## Bevölkerungsentwicklung
| Jahr                      | 1962 | 1968 | 1975 | 1982 | 1990 | 1999 | 2006 | 2013 |
| Einwohner                 | 1168 | 1257 | 1329 | 989  | 881  | 1000 | 1226 | 1165 |
| Quelle: Cassini und INSEE |      |      |      |      |      |      |      |      |